# Adalbert Deșu
Adalbert Deșu (ur. 24 marca 1909 w Gătaia, zm. 6 czerwca 1937 w Timișoarze) – rumuński piłkarz, reprezentant kraju.

## Kariera klubowa
Deșu grę w piłce na poziomie seniorskim rozpoczął w 1928 w zespole UDR Reșița. Przez 2 lata gry w UDR uzbierał 52 występy, w których 34 razy zdobył bramkę.
Po Mistrzostwach Świata w 1930 przeszedł do Banatul Timișoara. Grał w nim przez 3 lata, w 77 spotkaniach strzelając 42 bramki. W 1933 zakończył karierę piłkarską. Zmarł w 1937, w wieku 28 lat, na zapalenie płuc.

## Kariera reprezentacyjna
Deşu karierę reprezentacyjną rozpoczął 15 września 1929 w meczu przeciwko Bułgarii, zakończonym zwycięstwem Rumunów 3:2. Deşu w debiucie zdobył swoją pierwszą bramkę w drużynie narodowej.
W 1930 został powołany na Mistrzostwa Świata. Wystąpił tam w 2 spotkaniach z Urugwajem i Peru, w którym to meczu już w 1. minucie strzelił gola. Po tym turnieju nie zagrał więcej w reprezentacji, dla której wystąpił łącznie w 6 spotkaniach i strzelił 3 bramki.
| Mecze i gole w reprezentacji | Mecze i gole w reprezentacji | Mecze i gole w reprezentacji | Mecze i gole w reprezentacji | Mecze i gole w reprezentacji | Mecze i gole w reprezentacji | Mecze i gole w reprezentacji |
| #                            | Data                         | Miasto                       | Przeciwnik                   | Gol                          | Wynik                        | Rozgrywki                    |
| ---------------------------- | ---------------------------- | ---------------------------- | ---------------------------- | ---------------------------- | ---------------------------- | ---------------------------- |
| 1.                           | 15.09.1929                   | Sofia                        | Bułgaria                     | Gol                          | 3:2                          | towarzyski                   |
| 2.                           | 06.10.1929                   | Bukareszt                    | Jugosławia                   |                              | 2:1                          | Balkan Cup                   |
| 3.                           | 04.05.1930                   | Belgrad                      | Jugosławia                   | Gol                          | 1:2                          | Puchar Króla Aleksandra      |
| 4.                           | 25.05.1930                   | Bukareszt                    | Grecja                       |                              | 8:1                          | Balkan Cup                   |
| 5.                           | 14.07.1930                   | Montevideo                   | Peru                         | Gol                          | 3:1                          | MŚ 1930                      |
| 6.                           | 21.07.1930                   | Montevideo                   | Urugwaj                      |                              | 0:4                          | MŚ 1930                      |